# Bryan Trottier
Bryan Trottier (ur. 17 lipca 1956 w Val Marie, Kanada) – były kanadyjski hokeista. Trener hokejowy. Reprezentant Kanady i USA.
Jego bracia Monty (ur. 1961) i Rocky (ur. 1964) także byli hokeistami.

## Kariera klubowa
- Humboldt Broncos (1971-1972)
- Swift Current Broncos (1972-1974)
- Lethbridge Broncos (1974-1975)
- New York Islanders (1977-1990)
- Pittsburgh Penguins (1990-1994)

W lidze NHL grał w drużynach New York Islanders (1975–1990) oraz Pittsburgh Penguins (1990–1994).

## Statystyki
| Sezon        | Wiek | Drużyna             | Liczba meczów | Gole | Asysty | Punkty | Kary w min. |
| ------------ | ---- | ------------------- | ------------- | ---- | ------ | ------ | ----------- |
| 1975–1976    | 19   | New York Islanders  | 80            | 32   | 63     | 95     | 21          |
| 1976–1977    | 20   | New York Islanders  | 76            | 30   | 42     | 72     | 34          |
| 1977–1978    | 21   | New York Islanders  | 77            | 46   | 77     | 123    | 46          |
| 1978–1979    | 22   | New York Islanders  | 76            | 47   | 87     | 134    | 50          |
| 1979–1980    | 23   | New York Islanders  | 78            | 42   | 62     | 104    | 68          |
| 1980–1981    | 24   | New York Islanders  | 73            | 31   | 72     | 103    | 74          |
| 1981–1982    | 25   | New York Islanders  | 80            | 50   | 79     | 129    | 88          |
| 1982–1983    | 26   | New York Islanders  | 80            | 34   | 55     | 89     | 68          |
| 1983–1984    | 27   | New York Islanders  | 68            | 40   | 71     | 111    | 59          |
| 1984–1985    | 28   | New York Islanders  | 68            | 28   | 31     | 59     | 47          |
| 1985–1986    | 29   | New York Islanders  | 78            | 37   | 59     | 96     | 72          |
| 1986–1987    | 30   | New York Islanders  | 80            | 23   | 64     | 87     | 50          |
| 1987–1988    | 31   | New York Islanders  | 77            | 30   | 52     | 82     | 48          |
| 1988–1989    | 32   | New York Islanders  | 73            | 17   | 28     | 45     | 44          |
| 1989–1990    | 33   | New York Islanders  | 59            | 13   | 11     | 24     | 29          |
| 1990–1991    | 34   | Pittsburgh Penguins | 52            | 9    | 19     | 28     | 24          |
| 1991–1992    | 35   | Pittsburgh Penguins | 63            | 11   | 18     | 29     | 54          |
| 1993–1994    | 37   | Pittsburgh Penguins | 41            | 4    | 11     | 15     | 36          |
| Podsumowanie |      |                     | 1279          | 524  | 901    | 1425   | 912         |
| Playoffs     |      |                     | 221           | 71   | 113    | 184    | 277         |

## Sukcesy
Reprezentacyjne
- Drugie miejsce w Canada Cup: 1981

Klubowe
- Puchar Stanleya: 1980, 1981, 1982, 1983 z New York Islanders, 1991, 1992 z Pittsburgh Penguins

Indywidualne
- Four Broncos Memorial Trophy: 1975
- Calder Memorial Trophy: 1976
- Art Ross Trophy: 1979
- Trofeum Harta: 1979
- Conn Smythe Trophy: 1980
- NHL All-Star Team: 1978, 1979, 1982, 1984,
- King Clancy Memorial Trophy: 1989
- Hockey Hall of Fame: 1997

## Kariera szkoleniowa
- Pittsburgh Penguins (1993-1997), asystent
- Portland Pirates (1997-1998), I trener
- Colorado Avalanche (1998-2002), asystent
- New York Rangers (2002-2003), I trener
- Reprezentacja USA (2003), asystent trenera
- New York Islanders (2006-2010), dyrektor rozwoju zawodników
- Buffalo Sabres (2014-), asystent[1]